# Сань-цай

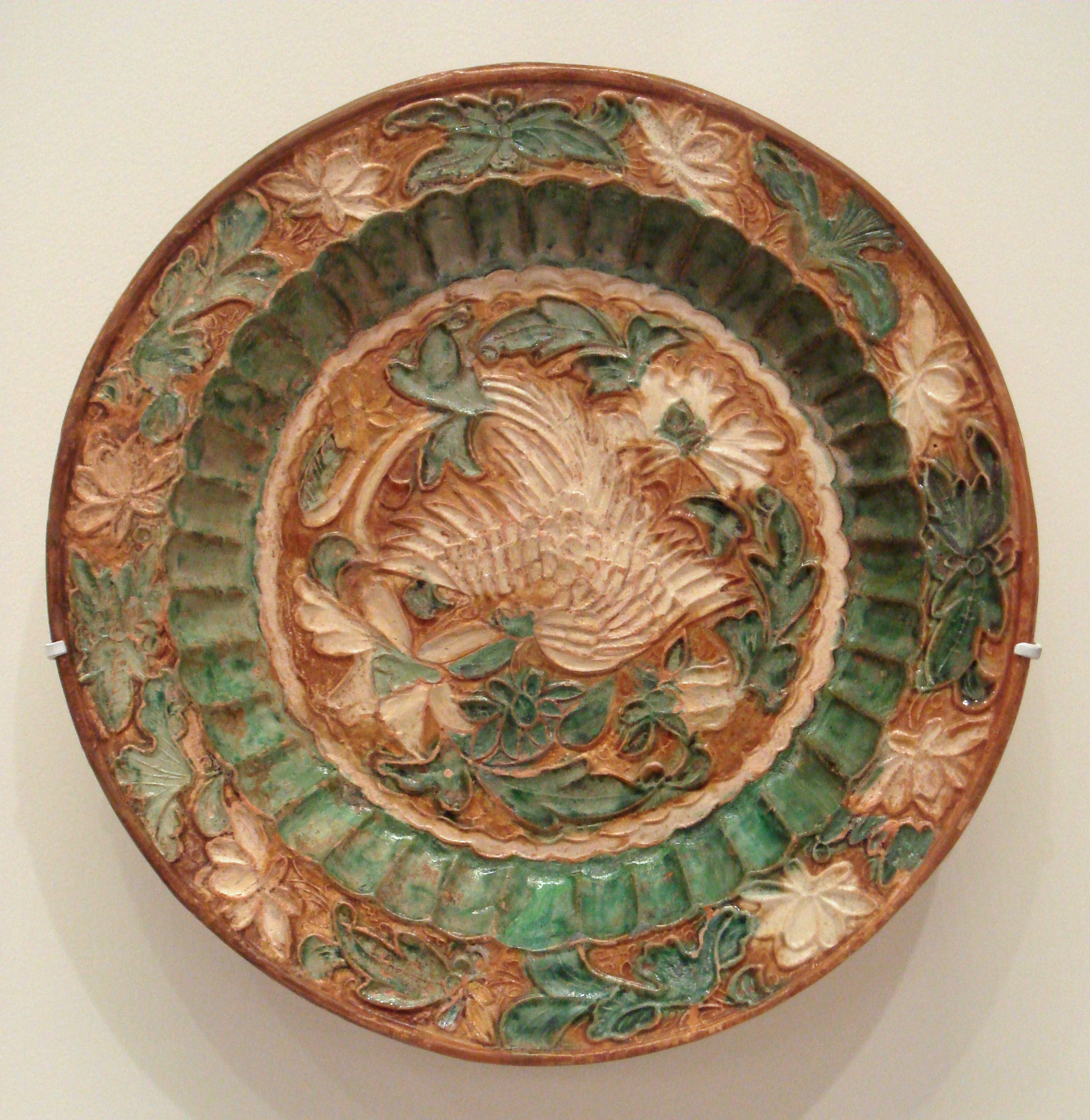
Таріль сань-цай, динистія Ляо, 10-12 ст.

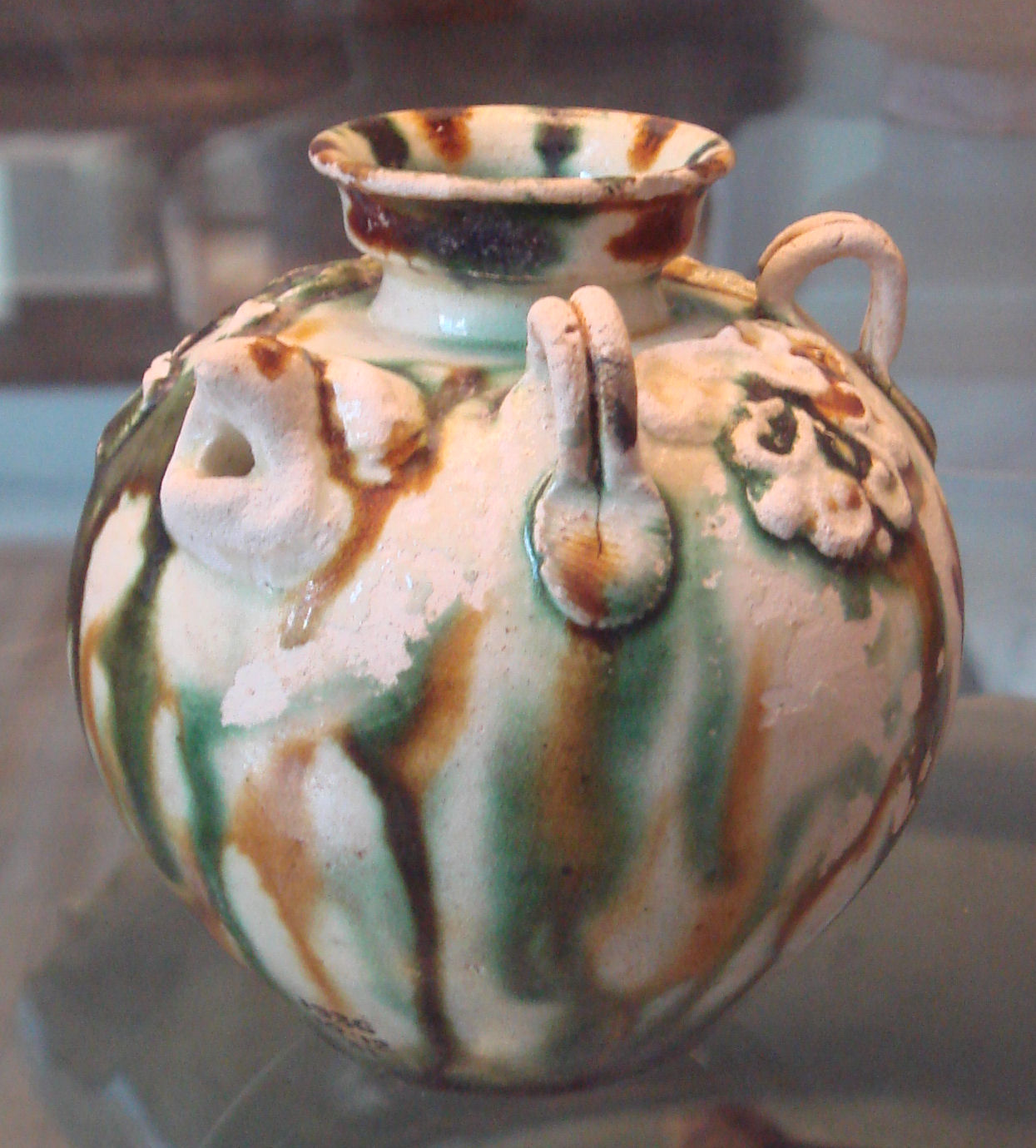
Глечик сань-цай, династія Тан, 8 ст., Британський музей

Сань-цай (кит.: 三彩, піньїнь sāncǎi, дослівно: «три кольори»), помилково санкай — загальна назва різновиду порцеляни, для оздоб якої використовували переважно три кольори фарб.

## Історія
Техніку сань-цай винайшли в Стародавньому Китаї в добу династії Тан у VII—VIII століттях н. е. Зазвичай її використовували в провінціях Північного Китаю.
Для виробництва йшов білий каолін, випалений темно-жовтий вторинний каолін і фарби-глазурі (не обов'язково) тільки трьох кольорів. Глазурі китайської сань-цай наносили як локалізовано, в межах відповідного місця, так і хаотично, що давало на поверхні виробів живописні, абстрактні візерунки. Виробляли як посуд, так і дрібну пластику.
Дещо грубувата порцеляна сань-цай експортувалася в мусульманські країни, а звідти в Західну Європу. Це викликало хвилю копіювання в різних країнах (Сирія, Італія тощо.). Копіювання не було повним ні в техніці, ні в зовнішньому вигляді. Зазвичай це фаянс відповідних країн, що імітував порцеляну Китаю.

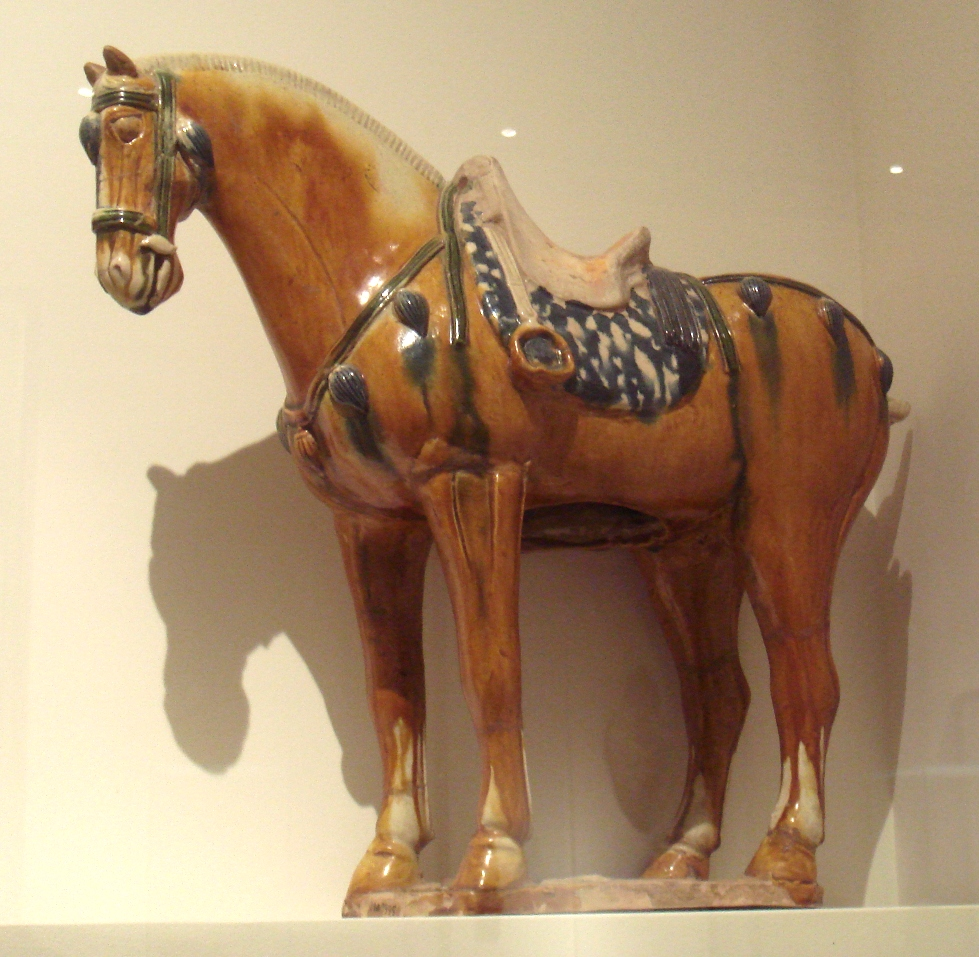
Кінь, порцеляна сань-цай, династія Тан, 7-8 ст, Музей Ґіме, Париж.
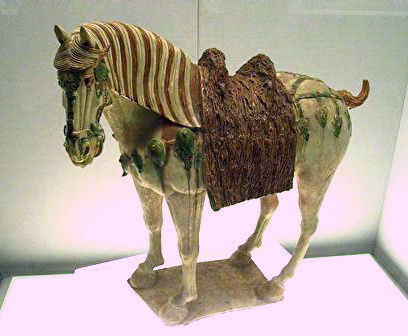
Кінь, династія Тан, музей, Шанхай.
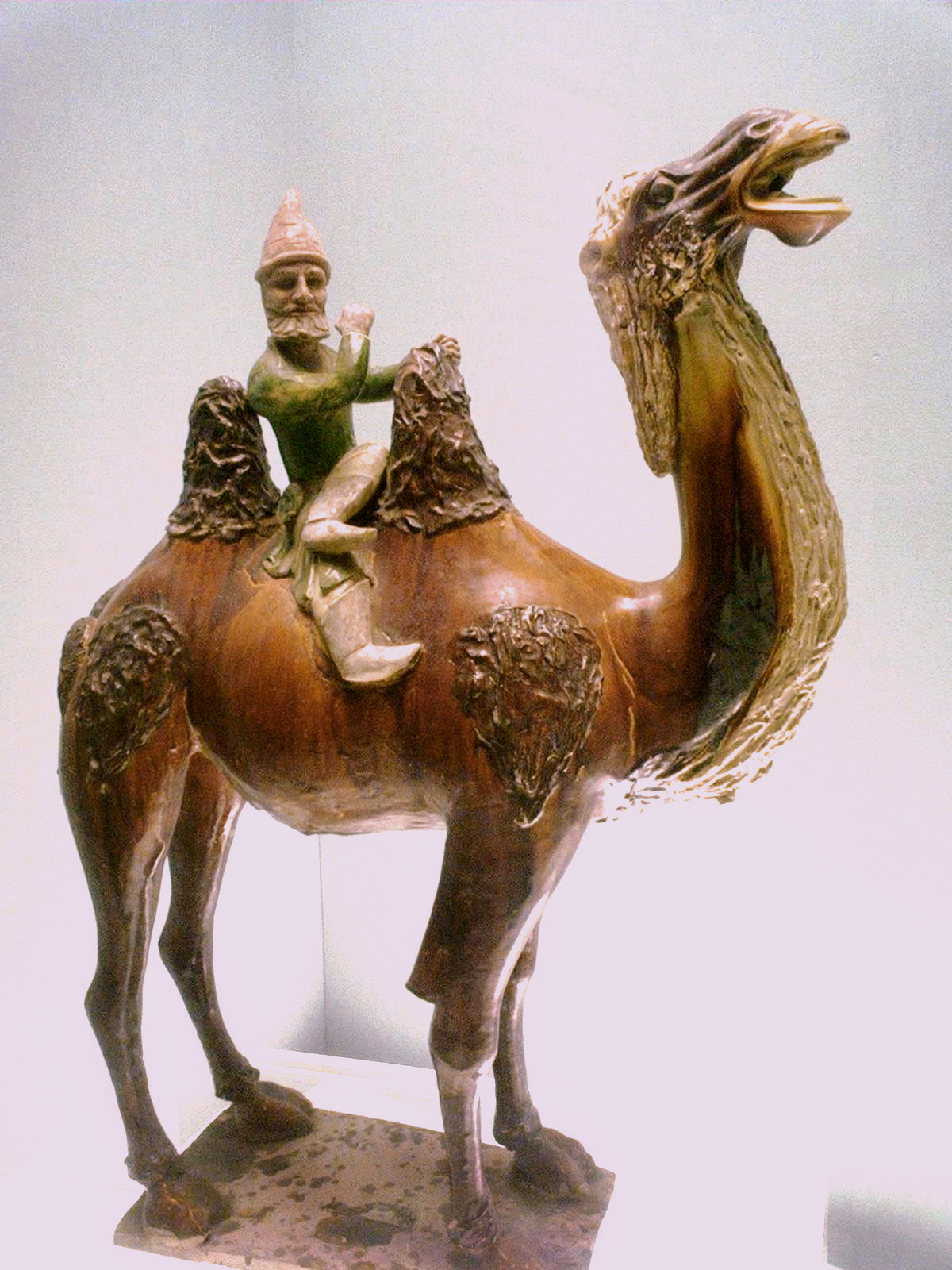
Іноземець на верблюді, династія Тан, музей, Шанхай.